# Daniel Gottschalk
Pour les articles homonymes, voir Gottschalk.
Daniel Gottschalk (né le 7 décembre 1972 à Sarrebruck) est un directeur de la photographie allemand.

## Biographie
Daniel Gottschalk étudie à l'Académie du film du Bade-Wurtemberg de 1995 à 2000. Il commence en tant que caméraman dans des courts métrages. Il fait alors la connaissance du réalisateur Marco Kreuzpaintner.
Il est nommé trois fois aux Deutscher Filmpreis : Trade en 2008, Le Quatrième Pouvoir en 2012 et Cours sans te retourner en 2014.
Gottschalk travaille également pour la publicité et des clips, notamment de Rammstein.

## Filmographie
- 2002 : REC – Kassettenjungs/Kassettenmädchen (court métrage)
- 2003 : Ganz und gar (de)
- 2003 : Poem – Ich setzte den Fuß in die Luft und sie trug (de)
- 2004 : Vinzent (de)
- 2004 : Summer Storm
- 2007 : Trade
- 2008 : Le Maître des sorciers
- 2009 : Thank You Mr. President (court métrage)
- 2011 : One Last Game
- 2012 : Le Quatrième Pouvoir
- 2013 : Cours sans te retourner
- 2014 : Coming In (de)
- 2016 : Mechanic: Resurrection
- 2016 : Braquage à l'allemande
- 2017 : Auf der anderen Seite ist das Gras viel grüner (de)
- 2018 : Trautmann
- 2019 : Sweethearts (de)
- 2019 : Mein Lotta-Leben – Alles Bingo mit Flamingo! (de)
- 2022 : Wunderschön (de)
- 2022 : Wolke unterm Dach
- 2022 : Einfach mal was Schönes (de)
- 2022 : Oskars Kleid
- 2023 : Daniel Richter (documentaire)